# Meditations (Elmo Hope)
| Recensione | Giudizio |
| ---------- | -------- |
| AllMusic   |          |

Meditations è un album a nome della Elmo Hope Trio, pubblicato dalla casa discografica Prestige Records nel 1955.

## Tracce

### LP
Lato A
Musiche di Elmo Hope, eccetto dove indicato.
1. It's a Lovely Day Today – 3:38 (musica: Irving Berlin)
2. All the Things You Are – 3:22 (testo: Oscar Hammerstein II – musica: Jerome Kern)
3. Quit It – 4:24
4. Lucky Strike – 2:53
5. I Don't Stand a Ghost of a Chance with You – 4:55 (testo: Ned Washington, Bing Crosby – musica: Victor Young)
6. Huh – 3:46

Lato B
Musiche di Elmo Hope, eccetto dove indicato.
1. Falling in Love with Love – 2:56 (testo: Lorenz Hart – musica: Richard Rodgers)
2. My Heart Stood Still – 3:22 (testo: Lorenz Hart – musica: Richard Rodgers)
3. Elmo's Fire – 2:38
4. I'm in the Mood for Love – 4:24 (testo: Dorothy Fields – musica: Jimmy McHugh)
5. Blue Mo – 6:40

## Formazione
Elmo Hope Trio
- Elmo Hope – piano
- John Ore – contrabbasso
- Willie Jones – batteria

Note aggiuntive
- Bob Weinstock – produttore, supervisione, foto copertina album originale
- Registrazioni effettuate il 28 luglio 1955 al Van Gelder Studio di Hackensack, New Jersey (Stati Uniti)
- Rudy Van Gelder – ingegnere delle registrazioni
- Ira Gitler – note retrocopertina album originale[2] [3]